# Mr. Mintern's Misadventures
Mr. Mintern's Misadventures è un cortometraggio muto del 1913 diretto da Maurice Costello e William V. Ranous.

## Trama
Con il cuore spezzato da una delusione amorosa, Madison Mintern s'imbarca su un piroscafo alla volta dell'Europa. Sulla stessa nave si trova anche Muriel Leach, pure lei in partenza per dimenticare. Madison si chiude in cabina, non fa amicizia con nessuno degli altri passeggeri e si fa portare i pasti in camera. Il suo comportamento suscita i sospetti di Trapper, un investigatore sulle tracce di un ladro, Harry Green, che assomiglia a Mintern. Una notte, Mintern e Muriel si incontrano sul ponte della nave. Lei si sloga una caviglia e lui l'aiuta. Poco dopo, una tempesta colpisce la nave e la luce elettrica si spegne. Alla ricerca della sua cabina, Mintern capita per sbaglio in quella di Muriel: quando la luce improvvisamente ritorna, lei lo vede e urla, chiedendo aiuto. Prima che lui possa spiegarsi, viene arrestato dall'investigatore. Per fortuna, si scopre che sulla nave viaggia anche Mallory, un amico di Mintern, che può garantire per lui. Ora Muriel e Mintern possono coltivare la loro nuova amicizia e aiutarsi a vicenda nel guarire dalle loro delusioni amorose.

## Produzione
Il film fu prodotto dalla Vitagraph Company of America.

## Distribuzione
Distribuito dalla General Film Company, il film - un cortometraggio in una bobina - uscì nelle sale cinematografiche statunitensi il 14 aprile 1913.